# Neu! ’75
Neu! ’75 ist das dritte und letzte von den Gründungsmitgliedern Michael Rother und Klaus Dinger gemeinsam veröffentlichte Studioalbum der deutschen Krautrock-Band Neu!.

## Entstehung
In dem Jahr, das seit den Aufnahmen zu Neu! 2 vergangen war, hatten sich die Herangehensweisen und Geschmäcker von Michael Rother und Klaus Dinger voneinander entfernt – während Dinger aggressive Gitarrenmusik schrieb, interessierte sich Rother zunehmend eher für Ambient-artige Klänge. Man einigte sich auf den Kompromiss, dass die erste Seite des Albums in der üblichen Neu!-Manier als Duo aufgenommen wurde, mit Dinger am Schlagzeug. Auf der zweiten Seite hörte man dagegen Dinger singend und an der Gitarre, wobei sein Bruder Thomas sowie Hans Lampe simultan Schlagzeug spielten.
Im Ergebnis ist Neu! ’75 ein zweigeteiltes Album. Die erste Hälfte bietet melodische Klänge, während auf der zweiten aggressive Gitarren dominieren, die Punk- und New-Wave-Elemente vorwegnehmen. Dingers Rocksong Hero diente vielen Musikern der damaligen Zeit als Inspiration, unter anderem John Lydon (alias Johnny Rotten) von den Sex Pistols und gilt als Beispiel für den Protopunk-Stil. Insgesamt ist Neu ’75 jedoch weniger experimentell als seine Vorgänger.
Das Album wurde zwischen Dezember 1974 und Januar 1975 in Conny Planks Studio aufgenommen und abgemischt. 

## Veröffentlichung
Die Erstveröffentlichung erfolgte 1975 beim deutschen Label Brain Records. In Großbritannien übernahm das Label United Artists Records den Vertrieb. Neu! ’75 wurde am 29. Mai 2001 über Herbert Grönemeyers Label Grönland Records wiederveröffentlicht und war damit erstmals offiziell auf CD verfügbar, nachdem in den 1990ern zahlreiche illegale CD-Versionen (Bootlegs) kursierten. Über das Label Astralwerks wurde das Album 2001 in den USA neu veröffentlicht.
Zusammen mit allen Neu!-Alben erschien Neu ’75 im September 2022 auf dem 5-CD-Boxset 50! von Grönland Records.

## Titelliste
Alle Stücke wurden von Klaus Dinger und Michael Rother komponiert.
Seite 1
Schlagzeug: Klaus Dinger

Gesang: Michael Rother
1. Isi – 5:06
2. Seeland – 6:54
3. Leb’ wohl – 8:50
Seite 2
Schlagzeug: Thomas Dinger, Hans Lampe

Gesang: Klaus Dinger, Michael Rother
4. Hero – 7:11
5. E-Musik – 9:57
6. After Eight – 4:44

## Rezeption
Die britische Zeitschrift New Musical Express wählte Neu! ’75 auf Platz 163 der 500 besten Alben aller Zeiten.
Es gehört zu den 1001 Albums You Must Hear Before You Die.

### Musikbeispiele
- Neu! ISI auf YouTube
- Neu! Hero auf YouTube
- Neu! E-Musik auf YouTube